# Stjärna och Aska
Stjärna och Aska var  en av SCB avgränsad och namnsatt småort i Södertälje kommun. Den omfattar bebyggelse på Enhörna i och mellan Stjärna och Aska i Ytterenhörna socken cirka 15 km nordväst om Södertälje. Området ingår sedan 2015 i tätorten Tuna.